# Lančano pušenje
Lančano pušenje ili lančani pušač je potrošač (uglavnom cigareta) ili drugih duhanskih proizvoda, koji ih troši gotovo neprekidno.
Vjerojatno zbog ovisnosti o duhanu lančano pušenje predstavlja najekstremniji oblik ove ovisnosti. Poznati su slučajevi u kojima čovjek puši dnevno oko 120 do 140 cigareta. Među pušačima cigara i lula, koji većinom ne puše zbog ovisnosti, nego zbog uživanja u aromama, fenomen "lančanog pušenja" nije rasprostranjen.

## Opasnosti
S ovom ekstremnom potrošnjom obično su povezani ozbiljne opasnosti po zdravlje za pušača i za ljude u okolici. Ovisnici su već nedugo nakon buđenja imaju veliku potrebu za pušenjem. To također može biti povezano s poremećajima spavanja. Visoki postotak strastvenih pušača dovodi svoj život u opasnost. 